# Айбаль
Айбаль, также Хар-Эваль или Эбал (араб. جبل عيبال‎ Jabal ‘Aybāl; ивр. הר עיבל‎ Хар Эйваль), — гора в Самарии вблизи города Шхем. Высота горы составляет 940 метров над уровнем моря, что на 59 метров выше соседствующей с ней горы Гризим. Обе упоминаются в Ветхом Завете (Гевал и Гаризим).

## Библейское повествование
Здесь на горе Эйваль, согласно Библии и археологическим исследованиям, древние евреи соорудили Жертвенник на горе Эйваль (Втор. 27:4).
С горы Эйваль провозглашались проклятия, тогда как с противоположной горы Гризим по предписанию Моисея должны были провозглашаться благословения народа. Шесть колен: Рувимово, Гадово, Асирово, Завулоново, Даново и Неффалимово — должны были произносить проклятие на нарушителей Закона (Втор. 27:11; Нав. 8:33—35).

## Археология
В 1982 году на горе проводила раскопки экспедиция Хайфского университета во главе с археологом Адамом Зерталем. Он обнаружил каменное сооружение, кости кошерных животных и двух скарабеев XIII и XV вв. до н. э. и интерпретировал находку как жертвенник Иешуа-бен-Нуна.
Научные изыскания продолжаются в отвалах экспедиции. В 2022 году была представлена очередная находка, найденная в куче земли — свинцовый амулет с проклятием. Археологи объявили его древнейшей надписью на иврите, но их израильские и зарубежные коллеги ставят под сомнение как датировку находки, так и расшифровку надписи.